# مورچه‌مرغ دورنگ
مورچه‌مرغ دورنگ (نام علمی: Gymnopithys bicolor) نام یک گونه از سرده مورچه‌قاپ‌های برهنه است.